# The North Star
The North Star is een Amerikaanse oorlogsfilm uit 1943 onder regie van Lewis Milestone.

## Verhaal
Door de Duitse opmars in Polen gaan de boeren in een Russisch dorp zich realiseren dat de nazi's ook verder oostwaarts kunnen oprukken. Ze zijn van plan om zich met hand en tand te verdedigen.

## Rolverdeling
| Acteur             | Personage      |
| ------------------ | -------------- |
| Anne Baxter        | Marina Pavlov  |
| Dana Andrews       | Kolya Simonov  |
| Walter Huston      | Dr. Kurin      |
| Walter Brennan     | Karp           |
| Ann Harding        | Sophia Pavlov  |
| Jane Withers       | Clavdia Kurin  |
| Farley Granger     | Damian Simonov |
| Erich von Stroheim | Dr. von Harden |
| Dean Jagger        | Rodion Pavlov  |
| Eric Roberts       | Grisha Kurin   |
| Carl Benton Reid   | Boris Simonov  |
| Ann Carter         | Olga Pavlov    |
| Esther Dale        | Anna Kurin     |
| Ruth Nelson        | Nadya Simonov  |
| Paul Guilfoyle     | Iakin          |